# Torsten Brand Preis
Der Torsten Brand Preis fördert Ideen und Projekte, die Blinden und Sehbehinderten einen verbesserten Zugang zu Informationen und Kommunikation ermöglichen. Dies soll geschehen durch praktische Erleichterungen im Umgang mit Technik. Bewerben können sich einzelne Personen und Gruppen, Forschungsprojekte wie auch gemeinnützige Einrichtungen und Organisationen aus ganz Deutschland. Erstmals verliehen wurde der Preis 21. Oktober 2011 in Freiburg im Breisgau. Der Preis ist mit 7000 Euro dotiert.

## Stifter & Namensgeber
Stifter des nach Torsten Brand benannten Preises ist die Firma Nuance Communications. Brand († 2010), selbst blind, war der erste Programmierer einer Sprachausgabe-Software („Screenreader“) auf Mobiltelefonen. Mit seiner Software TALKS (vorher "Talx") ging er zu Nuance Communications und war dort mehrere Jahre tätig.

## Jury
- Corinna Brand, Witwe von Torsten Brand
- Verena Bentele, deutsche Biathletin, Skilangläuferin, vierfache WM- und zwölffache Paralympics-Siegerin, von Geburt an blind
- Peter Brass, 1. Vorstandsvorsitzender der Interessengemeinschaft sehgeschädigter Computerbenutzer e. V. (ISCB)
- Wilhelm Gerike, IT-Administrator und Hilfsmittelberater beim Deutschen Verein der Blinden und Sehbehinderten im Studium und Beruf e. V. (DVBS)
- Rudi Ullrich, Mitglied im Präsidium des Deutschen Blinden- und Sehbehindertenverbandes (DBSV) und Leiter des Ressorts "Kommunikation und Teilhabe" der Deutschen Blindenstudienanstalt e. V. (blista)
- Arnd Weil, VP & General Manager Consumer Electronics & Automotive, Nuance Communications.

## Gewinner
- Gewinner 2011
  - „Look and Listen Map“ von Annette Thurow und Peter Wendorff (zugleich Sieger im Wikimedia-Wettbewerb „WissensWert“ 2010)
  - „Hörstift Andersicht für Gastronomie und Museumswesen“ von Jürgen Trinkus[1]
  - „Guide Me“ von Thomas Kiesl[2]